# Beiers Hospitaal

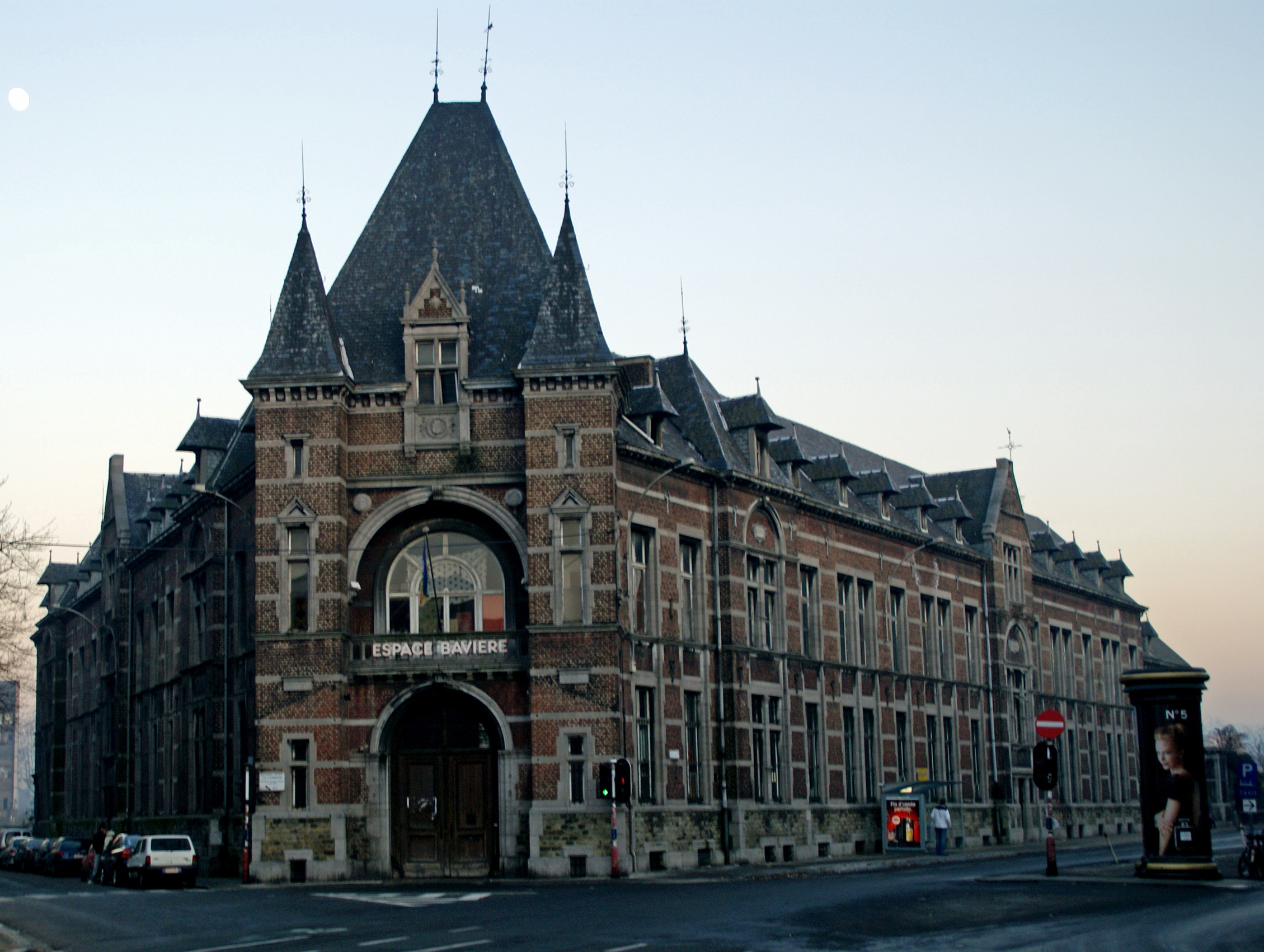
Voormalig toegangsgebouw

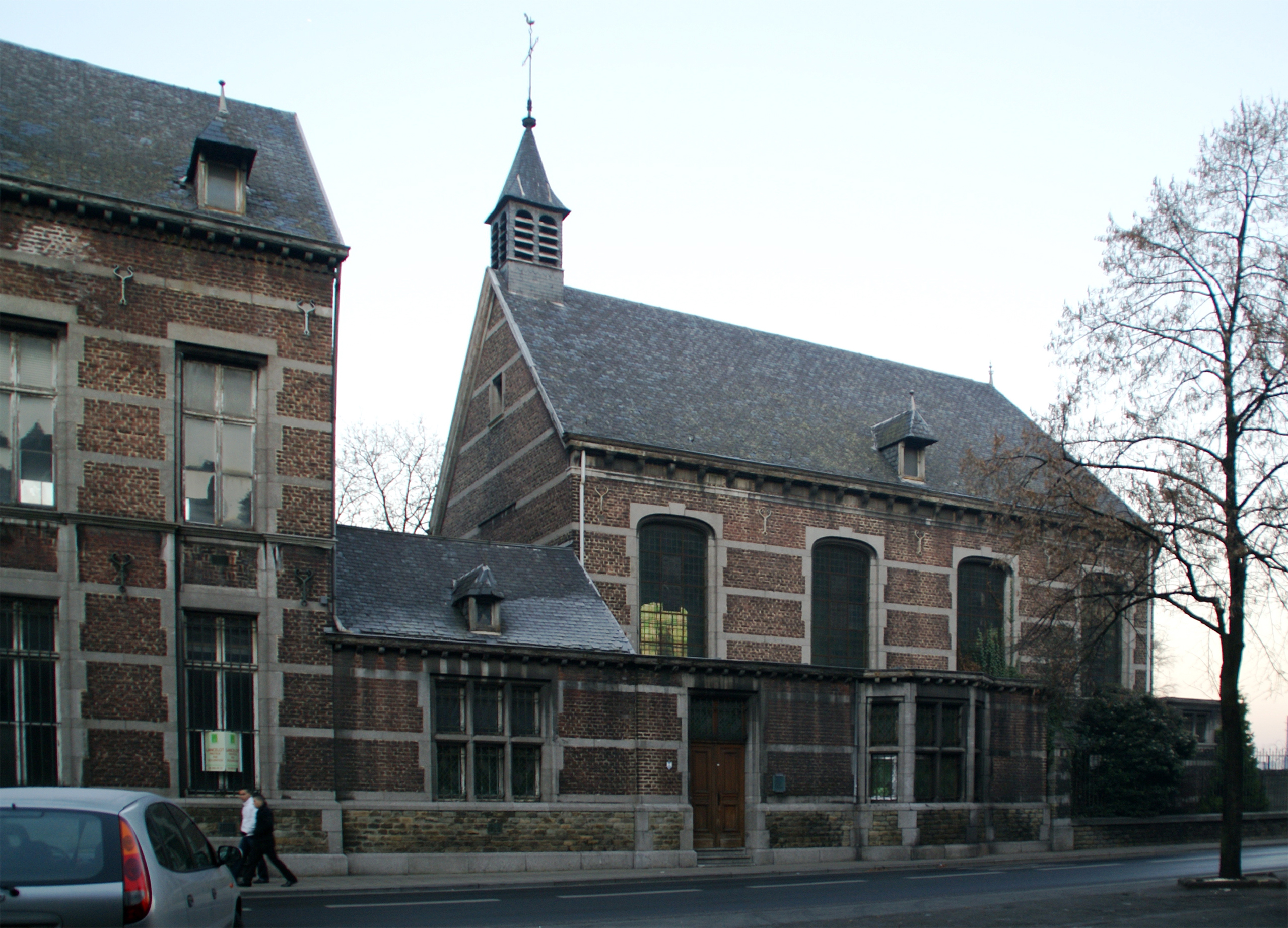
Sint-Augustinuskapel in 2007

Het Beiers Hospitaal (Hôpital de Bavière) is een voormalig hospitaal in de Luikse wijk Outremeuse, gelegen aan de Boulevard de la Constitution 66.

## Geschiedenis
In 1602 werden door prinsbisschop Ernst van Beieren (Beieren is Bavière in het Frans) de statuten erkend van Broederschap van Barmhartigheid (Confrèrie de la Miséricorde), die was gesticht door kanunnik Martin Didden. De bouw van het hospitaal werd mogelijk gemaakt door de bankier Bernardin Porcini en het werd aanvankelijk Maison Porquin genaamd, naar Porcini. De naam de Bavière werd in de volksmond gebruikelijker. Ook werd er een kapel gebouwd. De zusters die de zieken verzorgden waren Augustinessen.
In 1796, na de revolutie, werd het beheer overgenomen door de Commission des Hospices Civils. Er kwam een apotheek, en onder het Nederlands bewind (1817) werd er de medische faculteit van de Universiteit van Luik ondergebracht. Omdat de gebouwen uiteindelijk ongeschikt daartoe bleken, werd in 1890 een nieuw gebouw opgericht tussen de Boulevard de la Constitution en de Rue des Bonnes-Villes. Dit werd ontworpen door Laurent Demany en kwam gereed in 1895. Het is een gebouw in neorenaissancestijl.
Uiteindelijk werden de functies van academisch en gewoon ziekenhuis weer gesplitst. Het academisch ziekenhuis zou verhuizen naar de campus te Sart-Tilman en het gewone ziekenhuis naar de Citadel van Luik.
Slechts het toegangsgebouw van 1895 en de Sint-Augustinuskapel bleven bestaan. Het toegangsgebouw bleef leeg staan vanaf 1997 en na jarenlang plannen te hebben gemaakt besloot men uiteindelijk het gebied te herbestemmen met behoud van de historische elementen. Het betrof de bouw van appartementen en de huisvesting van enkele culturele instellingen. Op 30 november 2017 vernielde een felle brand het toegangsgebouw.

## Sint-Augustinuskapel
In 1606 werd een kapel gebouwd die gewijd was aan Onze-Lieve-Vrouw. De huidige kapel -die gewijd werd aan Sint-Augustinus- is, evenals het aanpalende ziekenhuis, gebouwd in 1894 naar ontwerp van Demany in eclectische stijl. Deze kapel is gelegen aan de Rue des Bonnes-Villes. Het is een eenbeukige kapel van drie traveeën, met een driezijdig afgesloten koor van één travee. De kapel is gebouwd in baksteen met speklagen van kalksteen. Op het dak bevindt zich een dakruiter. Het schip is overwelfd door een tongewelf en het interieur omvat veel elementen uit de 17e en de 18e eeuw.